# Fin Argus
Steffan Fin Argus, ameriški filmski in televizijski igralec, * 1. september 1998, Illinois, Združene države Amerike.

## Filmografija
- 2016–2017: The Commute
- 2017: The Gifted
- 2018−2019: Total Eclipse
- 2018: Summer '03
- 2020: Agents of S.H.I.E.L.D.
- 2020: Clouds
- 2022: Stay Awake
- 2022: Queer as Folk[4]
- 2023: The Other Two